# 伊赫特海姆
伊赫特海姆（荷蘭語：Ichtegem，荷蘭語發音：[ˈɪxtəɣɛm]）是比利时弗拉芒大區西佛兰德省奥斯坦德区的一个市镇，通行荷蘭語，是弗拉芒社群的一部分，面积45.78平方千米，人口13,939人（2018年1月1日）。

## 交通
伊赫特海姆本身没有高速公路的上下口以及火车站，但其附近的城市有。